# Amala (album)
Pour les articles homonymes, voir Amala.
Albums de Doja Cat
Hot Pink
(2019)
Singles
1. Go To Town
Sortie : 9 mars 2018
2. Candy
Sortie : 23 mars 2018
3. Mooo!
Sortie : 31 août 2018
4. Tia Tamera
Sortie : 31 janvier 2019

Amala est le premier album studio de la rappeuse et auteure-compositrice-interprète américaine Doja Cat.  Il sort le 30 mars 2018 sous les labels Kemosabe Records et RCA. Une version deluxe de l’album paraît le 1er mars 2019, incluant trois titres bonus: Juicy, Tia Tamera et Mooo!. C’est la chanson Mooo qui participe à la visibilité de l’album. 

## Genèse
Le 27 mars 2018, le label de Doja Cat annonce la sortie de l’album, sur Twitter en dévoilant par la même occasion le titre du projet et la pochette de l’album. Amala est le premier prénom de la rappeuse Doja Cat. A noter qu’à la sortie du premier single promotionnel Roll With Us, le titre de l’album était Baby.
Doja Cat déclare par la suite ne pas se reconnaître entièrement dans cet album, qu’elle considère comme « non fini » dû à sa non-assiduité: participation à de nombreuses fêtes et consommation de marijuana pendant l’enregistrement de ses chansons,.

## Accueil commercial
Lors de sa sortie, Amala ne connaît pas immédiatement un succès commercial et reçoit peu d’attention critiques,,,. L’album reste en dehors des principaux classements américains pendant plusieurs mois.
En août 2018, la chanson Mooo!, une chanson, qui n’était pas sur la première version de l’album, buzz sur YouTube et devient un mème internet,, faisant connaître à la chanteuse son premier gros gain de popularité. 
Candy et Juicy deviennent eux aussi des succès tardifs, parvenant à placer au plus haut l’album à la 138e position du Billboard 200 en novembre 2019, date de la sortie de son deuxième album studio, Hot Pink.

## Singles
Roll With Us est le seul single promotionnel de l’album et fut révélé le 1er février 2018. Il fit son apparition dans le classement de Spotify Global Viral 50 au moment de sa sortie. Le lead single, Go To Town, sort le 9 mars 2018, accompagné d’un clip,.
Candy sort une semaine avant l’album le 23 mars 2018, étant ainsi le deuxième single de l’album. Il connaîtra son succès fin 2019, grâce à TikTok et sa danse associée dans l’un de ses challenges. Cela permettra à la chanson d’atteindre la 86ème place du Billboard Hot 100, devenant ainsi la première chanson classée de Doja Cat au Billboard Hot 100.
La chanson Mooo!, exclusivement sortie sur YouTube le 10 août 2018, devient le premier phénomène viral de Doja Cat en cumulant 85 millions de vues depuis sa sortie, Elle sortira le single sur les services de streaming et intègrera en tant que premier single la version Deluxe de l’album. Le second single de l’édition Deluxe est Tia Tamera, sorti le 31 janvier 2019 en collaboration avec la rappeuse américaine Rico Nasty. Le clip vidéo sort moins d’un mois plus tard, le 21 février 2019.

## Liste des titres
| Édition standard | Édition standard                  | Édition standard                                                                             | Édition standard                     | Édition standard | Édition standard | Édition standard | Édition standard | Édition standard | Édition standard |
| No               | Titre                             | Auteur                                                                                       | Producteur                           | Durée            |                  |                  |                  |                  |                  |
| ---------------- | --------------------------------- | -------------------------------------------------------------------------------------------- | ------------------------------------ | ---------------- | ---------------- | ---------------- | ---------------- | ---------------- | ---------------- |
| 1.               | Go To Town                        | - Amala Zandile Dlamini - Gerard A. Powell II - David Sprecher - Rogét Chahayed - Rian Lewis | - Tizhimself - Yeti Beats            | 3 :37            |                  |                  |                  |                  |                  |
| 2.               | Cookie Jar                        | - Dlamini - Sprecher - McKenzie - Jon Millis - Chahayed                                      | - Chahayed - McKenzie - Yeti Beats   | 3:19             |                  |                  |                  |                  |                  |
| 3.               | Roll With Us                      | - Dlamini - Chahayed - Sprecher - Powell                                                     | - Yeti Beats - Tizhimself - Chahayed | 3:00             |                  |                  |                  |                  |                  |
| 4.               | Wine Pon You (featuring Konshens) | - Dlamini - Garfield Delano Spence - Antwoine Collins - Sprecher                             | Yeti Beats                           | 3:39             |                  |                  |                  |                  |                  |
| 5.               | Fancy                             | - Dlamini - Sprecher                                                                         | - Yeti Beats - Doja Cat              | 2:59             |                  |                  |                  |                  |                  |
| 6.               | Wild Beach                        | - Dlamini - Collins - Sprecher - Elizabeth Paige Getz - Terence Coles                        | - Troy Nöka - Yeti Beats             | 3:24             |                  |                  |                  |                  |                  |
| 7.               | Morning Light                     | - Dlamini - Sprecher - Cameron Bartolini - Aaron Miller - Aaron Harmon - Jordan Reyes        | - Yeti Beats - Cambo                 | 3:59             |                  |                  |                  |                  |                  |
| 8.               | Candy                             | - Dlamini - Sprecher - Joshua Karp - Bartolini                                               | - Yeti Beats - Budo - Cambo          | 3:10             |                  |                  |                  |                  |                  |
| 9.               | Game                              | - Dlamini - Adrian Eccleston - Sprecher - Bartolini                                          | - Yeti Beats - Adrian X              | 3:15             |                  |                  |                  |                  |                  |
| 10.              | Casual                            | - Dlamini - Getz - Carlos "Los Hendrix" Munoz - Collins - Sprecher                           | - Troy Nöka - Yeti Beats             | 4:00             |                  |                  |                  |                  |                  |
| 11.              | Down Low                          | - Dlamini - Christian Quirente - Bartolini                                                   | - Cambo - Alizzz                     | 3:31             |                  |                  |                  |                  |                  |
| 12.              | Body Language                     | - Dlamini - Bartolini - Rytchi Pronzola                                                      | - Richie Beats - Cambo               | 4:05             |                  |                  |                  |                  |                  |
| 13.              | All Nighter                       | - Dlamini - Sprecher                                                                         | - Doja Cat - Yeti Beats              | 3:13             |                  |                  |                  |                  |                  |
| 45 :13           |                                   |                                                                                              |                                      |                  |                  |                  |                  |                  |                  |

| Édition Deluxe (pistes bonus) | Édition Deluxe (pistes bonus)     | Édition Deluxe (pistes bonus) | Édition Deluxe (pistes bonus)       | Édition Deluxe (pistes bonus) | Édition Deluxe (pistes bonus) | Édition Deluxe (pistes bonus) | Édition Deluxe (pistes bonus) | Édition Deluxe (pistes bonus) | Édition Deluxe (pistes bonus) |
| No                            | Titre                             | Auteur | Producteur                          | Durée                         |                               |                               |                               |                               |                               |
| ----------------------------- | --------------------------------- | --- | ----------------------------------- | ----------------------------- | ----------------------------- | ----------------------------- | ----------------------------- | ----------------------------- | ----------------------------- |
| 14.                           | Juicy                             | - Dlamini - Lydia Asrat - Lukasz Gottwald - Sprecher                                                                               | - Yeti Beats - Tyson Trax           | 3:20                          |                               |                               |                               |                               |                               |
| 15.                           | Tia Tamera (featuring Rico Nasty) | - Dlamini - McKenzie - Asrat - Maria-Cecilia Simone Kelly - William Fadhili                                                        | - Doja Cat - McKenzie               | 3:32                          |                               |                               |                               |                               |                               |
| 16.                           | Mooo!                             | - Dlamini - Collins - Sprecher - Chad Hugo - Pharrell Williams - Craig Lawson - Bobbie Sandimanie - Jonathan Smith - Michale Tyler | - Doja Cat - Yeti Beats - Troy Nöka | 4:45                          |                               |                               |                               |                               |                               |
| 56:10                         |                                   | |                                     |                               |                               |                               |                               |                               |                               |

## Certification
| Pays              | Certification | Unités certifiées |
| ----------------- | ------------- | ----------------- |
| États-Unis (RIAA) | Or            | 500 000           |